# 联合国安全理事会决议 (2000年代)

## 2000年~2009年

### 2004年（1522~1580号决议）
| 决议编号 | 表决通过日期 | 英文版决议文本     | 中文版决议文本     | 决议主要议题                                 |
| 1522號   | 1月15日      | 决议文本（英文版） | 决议文本（中文版） | 刚果民主共和国局势                           |
| 1523號   | 1月30日      | 决议文本（英文版） | 决议文本（中文版） | 联合国撒哈拉全民投票特派团                   |
| 1524號   | 1月30日      | 决议文本（英文版） | 决议文本（中文版） | 联合国格鲁吉亚观察团                         |
| 1525號   | 1月30日      | 决议文本（英文版） | 决议文本（中文版） | 联合国驻黎巴嫩临时部队                       |
| 1526號   | 1月30日      | 决议文本（英文版） | 决议文本（中文版） | 制裁塔利班和“基地”组织                       |
| 1527號   | 2月4日       | 决议文本（英文版） | 决议文本（中文版） | 联合国科特迪瓦特派团                         |
| 1528號   | 2月27日      | 决议文本（英文版） | 决议文本（中文版） | 联合国科特迪瓦行动：设立                     |
| 1529號   | 2月29日      | 决议文本（英文版） | 决议文本（中文版） | 海地：多国临时部队                           |
| 1530號   | 3月11日      | 决议文本（英文版） | 决议文本（中文版） | 打击恐怖主义                                 |
| 1531號   | 3月12日      | 决议文本（英文版） | 决议文本（中文版） | 联合国埃塞俄比亚和厄立特里亚特派团           |
| 1532號   | 3月12日      | 决议文本（英文版） | 决议文本（中文版） | 利比里亚：冻结资产                           |
| 1533號   | 3月12日      | 决议文本（英文版） | 决议文本（中文版） | 刚果民主共和国局势                           |
| 1534號   | 3月26日      | 决议文本（英文版） | 决议文本（中文版） | 前南斯拉夫问题国际法庭和卢旺达问题国际法庭   |
| 1535號   | 3月26日      | 决议文本（英文版） | 决议文本（中文版） | 反恐委员会：设立执行局                       |
| 1536號   | 3月26日      | 决议文本（英文版） | 决议文本（中文版） | 联合国阿富汗援助团                           |
| 1537號   | 3月26日      | 决议文本（英文版） | 决议文本（中文版） | 联合国塞拉利昂特派团                         |
| 1538號   | 4月21日      | 决议文本（英文版） | 决议文本（中文版） | 伊拉克石油换粮食方案：设立调查组             |
| 1539號   | 4月22日      | 决议文本（英文版） | 决议文本（中文版） | 儿童与武装冲突                               |
| 1540號   | 4月28日      | 决议文本（英文版） | 决议文本（中文版） | 防止核生化武器扩散                           |
| 1541號   | 4月29日      | 决议文本（英文版） | 决议文本（中文版） | 联合国西撒哈拉全民投票特派团                 |
| 1542號   | 4月30日      | 决议文本（英文版） | 决议文本（中文版） | 联合国海地稳定特派团：设立                   |
| 1543號   | 5月14日      | 决议文本（英文版） | 决议文本（中文版） | 联合国东帝汶支助团                           |
| 1544號   | 5月19日      | 决议文本（英文版） | 决议文本（中文版） | 中东局势，包括巴勒斯坦问题                   |
| 1545號   | 5月21日      | 决议文本（英文版） | 决议文本（中文版） | 联合国布隆迪行动：设立                       |
| 1546號   | 6月8日       | 决议文本（英文版） | 决议文本（中文版） | 伊拉克临时政府：设立                         |
| 1547號   | 6月11日      | 决议文本（英文版） | 决议文本（中文版） | 联合国苏丹先遣队：设立                       |
| 1548號   | 6月11日      | 决议文本（英文版） | 决议文本（中文版） | 联合国驻塞浦路斯维持和平部队                 |
| 1549號   | 6月17日      | 决议文本（英文版） | 决议文本（中文版） | 利比里亚局势：维持制裁                       |
| 1550號   | 6月17日      | 决议文本（英文版） | 决议文本（中文版） | 联合国脱离接触观察员部队任期延长             |
| 1551號   | 7月9日       | 决议文本（英文版） | 决议文本（中文版） | 波斯尼亚和黑塞哥维那局势：欧盟特派团         |
| 1552號   | 7月27日      | 决议文本（英文版） | 决议文本（中文版） | 刚果民主共和国局势                           |
| 1553號   | 7月29日      | 决议文本（英文版） | 决议文本（中文版） | 中东局势：联黎部队的任务期限延长             |
| 1554號   | 7月29日      | 决议文本（英文版） | 决议文本（中文版） | 格鲁吉亚局势：联格观察团的任务期限延长       |
| 1555號   | 7月29日      | 决议文本（英文版） | 决议文本（中文版） | 刚果民主共和国局势：联刚特派团的任务期限延长 |
| 1556號   | 7月30日      | 决议文本（英文版） | 决议文本（中文版） | 苏丹局势                                     |
| 1557號   | 8月12日      | 决议文本（英文版） | 决议文本（中文版） | 伊拉克局势：联伊援助团的任务期限延长         |
| 1558號   | 8月17日      | 决议文本（英文版） | 决议文本（中文版） | 索马里局势：重设军火禁运监测小组             |
| 1559號   | 9月2日       | 决议文本（英文版） | 决议文本（中文版） | 黎巴嫩局势 ：黎巴嫩即将举行总统选举          |
| 1560號   | 9月14日      | 决议文本（英文版） | 决议文本（中文版） | 联合国埃塞俄比亚和厄立特里亚特派团           |
| 1561號   | 9月17日      | 决议文本（英文版） | 决议文本（中文版） | 利比里亚局势                                 |
| 1562號   | 9月17日      | 决议文本（英文版） | 决议文本（中文版） | 塞拉利昂局势                                 |
| 1563號   | 9月17日      | 决议文本（英文版） | 决议文本（中文版） | 阿富汗局势                                   |
| 1564號   | 9月18日      | 决议文本（英文版） | 决议文本（中文版） | 苏丹局势                                     |
| 1565號   | 10月1日      | 决议文本（英文版） | 决议文本（中文版） | 刚果民主共和国局势                           |
| 1566號   | 10月11日     | 决议文本（英文版） | 决议文本（中文版） | 打击一切形式的恐怖主义                       |
| 1567號   | 10月14日     | 决议文本（英文版） | 决议文本（中文版） | 前南斯拉夫问题国际法庭常任法官提名人选       |
| 1568號   | 10月22日     | 决议文本（英文版） | 决议文本（中文版） | 联合国塞浦路斯维持和平行动部队任期延长       |
| 1569號   | 10月26日     | 决议文本（英文版） | 决议文本（中文版） | 内罗毕会议: 苏丹问题                         |
| 1570號   | 10月28日     | 决议文本（英文版） | 决议文本（中文版） | 联合国西撒哈拉全民投票特派团: 任务期限延长   |
| 1571號   | 11月4日      | 决议文本（英文版） | 决议文本（中文版） | 填补国际法院空缺的选举日期                   |
| 1572號   | 11月15日     | 决议文本（英文版） | 决议文本（中文版） | 科特迪瓦局势:实施制裁                        |
| 1573號   | 11月16日     | 决议文本（英文版） | 决议文本（中文版） | 联合国东帝汶支助团                           |
| 1574號   | 11月19日     | 决议文本（英文版） | 决议文本（中文版） | 苏丹局势                                     |
| 1575號   | 11月22日     | 决议文本（英文版） | 决议文本（中文版） | 波斯尼亚和黑塞哥维那局势:部署欧盟部队        |
| 1576號   | 11月29日     | 决议文本（英文版） | 决议文本（中文版） | 联合国海地稳定特派团:任期延长                |
| 1577號   | 12月1日      | 决议文本（英文版） | 决议文本（中文版） | 联合国布隆迪行动:任期延长                    |
| 1578號   | 12月15日     | 决议文本（英文版） | 决议文本（中文版） | 联合国脱离接触观察员部队:任期延长            |
| 1579號   | 12月21日     | 决议文本（英文版） | 决议文本（中文版） | 利比里亚局势:维持制裁                        |
| 1580號   | 12月22日     | 决议文本（英文版） | 决议文本（中文版） | 联合国几内亚比绍建设和平支助办事处:任务延期  |

### 2005年（1581~1651号决议）
| 决议编号 | 表决通过日期 | 英文版决议文本     | 中文版决议文本     | 决议主要议题                                                                 |
| 1581號   | 1月18日      | 决议文本（英文版） | 决议文本（中文版） | 关于前南斯拉夫问题国际刑事法庭的决议：审案法官任期延长                       |
| 1582號   | 1月28日      | 决议文本（英文版） | 决议文本（中文版） | 关于格鲁吉亚阿布哈兹局势的决议：联格观察团任期延长                           |
| 1583號   | 1月28日      | 决议文本（英文版） | 决议文本（中文版） | 关于中东局势：联合国驻黎巴嫩临时部队任期延长的决议                           |
| 1584號   | 2月1日       | 决议文本（英文版） | 决议文本（中文版） | 关于科特迪瓦局势的决议：设立专家组                                           |
| 1585號   | 3月10日      | 决议文本（英文版） | 决议文本（中文版） | 关于苏丹问题的决议：联合国驻苏丹先遣团任期延长                               |
| 1586號   | 3月14日      | 决议文本（英文版） | 决议文本（中文版） | 关于联合国埃塞俄比亚和厄立特里亚特派团的决议                                 |
| 1587號   | 3月15日      | 决议文本（英文版） | 决议文本（中文版） | 关于索马里局势的决议：重设军火禁运监测小组                                   |
| 1588號   | 3月17日      | 决议文本（英文版） | 决议文本（中文版） | 关于苏丹问题的决议：联合国驻苏丹先遣团任期延长                               |
| 1589號   | 3月24日      | 决议文本（英文版） | 决议文本（中文版） | 关于阿富汗局势的决议：联合国阿富汗援助团                                     |
| 1590號   | 3月24日      | 决议文本（英文版） | 决议文本（中文版） | 关于苏丹问题的决议：联合国苏丹特派团                                         |
| 1591號   | 3月29日      | 决议文本（英文版） | 决议文本（中文版） | 关于苏丹问题的决议：苏丹制裁问题                                             |
| 1592號   | 3月30日      | 决议文本（英文版） | 决议文本（中文版） | 关于刚果民主共和国局势的决议                                                 |
| 1593號   | 3月31日      | 决议文本（英文版） | 决议文本（中文版） | 关于苏丹问题的决议：苏丹达尔富尔局势问题移交国际刑事法院                     |
| 1594號   | 4月4日       | 决议文本（英文版） | 决议文本（中文版） | 关于科特迪瓦局势的决议：联科特派团任期延长                                   |
| 1595號   | 4月7日       | 决议文本（英文版） | 决议文本（中文版） | 关于中东局势--黎巴嫩的决议：成立国际独立调查委员会                           |
| 1596號   | 4月18日      | 决议文本（英文版） | 决议文本（中文版） | 关于刚果民主共和国局势的决议：全面实施武器禁运                               |
| 1597號   | 4月20日      | 决议文本（英文版） | 决议文本（中文版） | 关于前南斯拉夫问题国际法庭的决议：修正《规约》                               |
| 1598號   | 4月28日      | 决议文本（英文版） | 决议文本（中文版） | 关于西撒哈拉局势的决议：西撒特派团任期延长                                   |
| 1599號   | 4月28日      | 决议文本（英文版） | 决议文本（中文版） | 关于东帝汶局势的决议：设立联合国东帝汶办事处                                 |
| 1600號   | 5月4日       | 决议文本（英文版） | 决议文本（中文版） | 关于科特迪瓦局势的决议：联科行动任期延长                                     |
| 1601號   | 5月31日      | 决议文本（英文版） | 决议文本（中文版） | 关于海地问题的决议：联合国海地稳定团任期延长                                 |
| 1602號   | 5月31日      | 决议文本（英文版） | 决议文本（中文版） | 关于布隆迪局势的决议：联合国布隆迪行动任期延长                               |
| 1603號   | 6月3日       | 决议文本（英文版） | 决议文本（中文版） | 关于科特迪瓦局势的决议：指定高级代表、联合国科特迪瓦特派团任期延长           |
| 1604號   | 6月15日      | 决议文本（英文版） | 决议文本（中文版） | 关于塞浦路斯局势的决议：联合国塞浦路斯部队任期延长                           |
| 1605號   | 6月17日      | 决议文本（英文版） | 决议文本（中文版） | 关于联合国脱离接触观察员部队的决议：延长观察员部队任期                       |
| 1606號   | 6月20日      | 决议文本（英文版） | 决议文本（中文版） | 关于布隆迪局势的决议：在布隆迪设立国际调查委员会                             |
| 1607號   | 6月21日      | 决议文本（英文版） | 决议文本（中文版） | 关于利比里亚局势的决议：延长钻石措施                                         |
| 1608號   | 6月22日      | 决议文本（英文版） | 决议文本（中文版） | 关于海地问题的决议：延长联合国海地稳定团任期                                 |
| 1609號   | 6月24日      | 决议文本（英文版） | 决议文本（中文版） | 关于科特迪瓦局势的决议：联合国科特迪瓦行动的任务                             |
| 1610號   | 6月30日      | 决议文本（英文版） | 决议文本（中文版） | 关于塞拉利昂局势的决议：延长联合国塞拉利昂特派团任期                         |
| 1611號   | 7月7日       | 决议文本（英文版） | 决议文本（中文版） | 关于恐怖行为对国际和平与安全造成的威胁的决议：打击恐怖主义                   |
| 1612號   | 7月26日      | 决议文本（英文版） | 决议文本（中文版） | 关于儿童与武装冲突的决议：保护受武装冲突影响的儿童                           |
| 1613號   | 7月26日      | 决议文本（英文版） | 决议文本（中文版） | 关于前南斯拉夫国际法庭的决议：前南问题法庭法官提名                           |
| 1614號   | 7月29日      | 决议文本（英文版） | 决议文本（中文版） | 关于中东局势——联合国驻黎巴嫩临时部队的决议：任务延期                         |
| 1615號   | 7月29日      | 决议文本（英文版） | 决议文本（中文版） | 关于格鲁吉亚局势的决议：格鲁吉亚阿布哈兹局势                                 |
| 1616號   | 7月29日      | 决议文本（英文版） | 决议文本（中文版） | 关于刚果民主共和国局势的决议                                                 |
| 1617號   | 7月29日      | 决议文本（英文版） | 决议文本（中文版） | 关于恐怖行为对国际和平与安全造成的威胁的决议：对与恐怖主义有关联者采取的措施 |
| 1618號   | 8月4日       | 决议文本（英文版） | 决议文本（中文版） | 关于恐怖行为对国际和平与安全造成的威胁的决议：谴责在伊拉克的恐怖行为         |
| 1619號   | 8月11日      | 决议文本（英文版） | 决议文本（中文版） | 关于伊拉克局势的决议：联合国驻伊拉克援助团任期延长                           |
| 1620號   | 8月31日      | 决议文本（英文版） | 决议文本（中文版） | 关于塞拉利昂局势的决议：设立联合国驻塞拉利昂综合办公室                       |
| 1621號   | 9月6日       | 决议文本（英文版） | 决议文本（中文版） | 关于刚果民主共和国局势的决议：联合国驻刚果民主共和国特派团扩大编制           |
| 1622號   | 9月13日      | 决议文本（英文版） | 决议文本（中文版） | 关于厄立特里亚与埃塞俄比亚间局势的决议                                       |
| 1623號   | 9月13日      | 决议文本（英文版） | 决议文本（中文版） | 关于阿富汗局势的决议：安理会援助部队任期延长                                 |
| 1624號   | 9月14日      | 决议文本（英文版） | 决议文本（中文版） | 关于国际和平与安全面临的威胁的决议                                           |
| 1625號   | 9月14日      | 决议文本（英文版） | 决议文本（中文版） | 关于国际和平与安全面临的威胁的决议：加强安理会预防冲突的效力                 |
| 1626號   | 9月19日      | 决议文本（英文版） | 决议文本（中文版） | 关于利比里亚局势的决议：联合国驻利比里亚特派团任期延长                       |
| 1627號   | 9月23日      | 决议文本（英文版） | 决议文本（中文版） | 关于苏丹问题的决议：联合国驻苏丹特派团任期延长                               |
| 1628號   | 9月30日      | 决议文本（英文版） | 决议文本（中文版） | 关于刚果民主共和国局势的决议：联合国驻刚果民主共和国特派团任期延长           |
| 1629號   | 9月30日      | 决议文本（英文版） | 决议文本（中文版） | 关于前南斯拉夫国际法庭的决议：指派常任法官                                   |
| 1630號   | 10月14日     | 决议文本（英文版） | 决议文本（中文版） | 关于索马里局势的决议：重设监测组                                             |
| 1631號   | 10月17日     | 决议文本（英文版） | 决议文本（中文版） | 关于联合国与区域组织在维护国际和平与安全方面的合作决议                       |
| 1632號   | 10月18日     | 决议文本（英文版） | 决议文本（中文版） | 关于科特迪瓦局势的决议：延长专家组任期                                       |
| 1633號   | 10月21日     | 决议文本（英文版） | 决议文本（中文版） | 关于科特迪瓦局势的决议：国际工作组的任务                                     |
| 1634號   | 10月28日     | 决议文本（英文版） | 决议文本（中文版） | 关于西撒哈拉局势的决议：延长西撒哈拉特派团的任期                             |
| 1635號   | 10月28日     | 决议文本（英文版） | 决议文本（中文版） | 关于刚果民主共和国局势的决议：延长联合国驻刚果民主共和国特派团的任期         |
| 1636號   | 10月31日     | 决议文本（英文版） | 决议文本（中文版） | 关于中东局势的决议：延长独立调查委员会任期                                   |
| 1637號   | 11月8日      | 决议文本（英文版） | 决议文本（中文版） | 关于伊拉克局势的决议：延长多国部队的任期                                     |
| 1638號   | 11月11日     | 决议文本（英文版） | 决议文本（中文版） | 关于利比里亚局势的决议：增加联合国驻利比里亚特派团任务                       |
| 1639號   | 11月21日     | 决议文本（英文版） | 决议文本（中文版） | 关于波斯尼亚和黑塞哥维那局势的决议：延长欧盟部队任期                         |
| 1640號   | 11月23日     | 决议文本（英文版） | 决议文本（中文版） | 关于厄立特里亚与埃塞俄比亚间局势的决议：要求双方克制                         |
| 1641號   | 11月30日     | 决议文本（英文版） | 决议文本（中文版） | 关于布隆迪局势的决议：延长联合国布隆迪行动任期                               |
| 1642號   | 12月14日     | 决议文本（英文版） | 决议文本（中文版） | 关于塞浦路斯局势的决议：延长联合国驻塞浦路斯部队任期                         |
| 1643號   | 12月15日     | 决议文本（英文版） | 决议文本（中文版） | 关于科特迪瓦局势的决议：重设专家组                                           |
| 1644號   | 12月15日     | 决议文本（英文版） | 决议文本（中文版） | 关于中东局势的决议：延长国际独立调查委员会任期                               |
| 1645號   | 12月20日     | 决议文本（英文版） | 决议文本（中文版） | 关于成立建设和平委员会的决议                                                 |
| 1646號   | 12月20日     | 决议文本（英文版） | 决议文本（中文版） | 关于建设和平委员会组织委员会成员的决议                                       |
| 1647號   | 12月20日     | 决议文本（英文版） | 决议文本（中文版） | 关于利比里亚的决议：延长制裁利比里亚措施                                     |
| 1648號   | 12月21日     | 决议文本（英文版） | 决议文本（中文版） | 关于脱离接触观察员部队任务延期的决议                                         |
| 1649號   | 12月21日     | 决议文本（英文版） | 决议文本（中文版） | 关于扩大第1596(2005)号决议适用范围的决议                                     |
| 1650號   | 12月21日     | 决议文本（英文版） | 决议文本（中文版） | 关于布隆迪局势的决议：联合国驻布隆迪行动任务延期                             |
| 1651號   | 12月21日     | 决议文本（英文版） | 决议文本（中文版） | 关于苏丹的决议：延长苏丹专家组的任期                                         |

### 2006年（1652~1738号决议）
| 决议编号 | 表决通过日期 | 英文版决议文本                            | 中文版决议文本                            | 决议主要议题                                                     |
| 1652號   | 1月24日      | 决议文本（英文版）                        | 决议文本（中文版）                        | 关于科特迪瓦局势的决议：延长联合国科特迪瓦行动任期               |
| 1653號   | 1月27日      | 决议文本（英文版）                        | 决议文本（中文版）                        | 关于大湖区的和平、安全与发展的决议                               |
| 1654號   | 1月31日      | 决议文本（英文版）                        | 决议文本（中文版）                        | 关于刚果民主共和国局势的决议：重设专家组                         |
| 1655號   | 1月31日      | 决议文本（英文版）                        | 决议文本（中文版）                        | 关于黎巴嫩局势的决议：联合国驻黎巴嫩部队任期延长                 |
| 1656號   | 1月31日      | 决议文本（英文版）                        | 决议文本（中文版）                        | 关于格鲁吉亚局势的决议：延长联合国格鲁吉亚观察团任期             |
| 1657號   | 2月6日       | 决议文本（英文版）                        | 决议文本（中文版）                        | 关于科特迪瓦局势的决议：联合国科特迪瓦行动增兵                   |
| 1658號   | 2月14日      | 决议文本（英文版）                        | 决议文本（中文版）                        | 关于海地局势的决议：联合国海地稳定特派团任务延期                 |
| 1659號   | 2月15日      | 决议文本（英文版）                        | 决议文本（中文版）                        | 关于阿富汗局势的决议：阿富汗契约                                 |
| 1660號   | 2月28日      | 决议文本（英文版）                        | 决议文本（中文版）                        | 关于前南斯拉夫问题国际刑事法庭的决议：修正规约第12条和第13条之四 |
| 1661號   | 3月14日      | 决议文本（英文版）                        | 决议文本（中文版）                        | 关于延长联合国埃塞俄比亚和厄立特里亚特派团任务期限的决议         |
| 1662號   | 3月23日      | 决议文本（英文版）                        | 决议文本（中文版）                        | 关于阿富汗局势的决议：联合国阿富汗援助团任期延长                 |
| 1663號   | 3月24日      | 决议文本（英文版）                        | 决议文本（中文版）                        | 关于苏丹局势的决议：联合国苏丹特派团任期延长                     |
| 1664號   | 3月29日      | 决议文本（英文版）                        | 决议文本（中文版）                        | 关于设立黎巴嫩国际法庭事宜的决议                                 |
| 1665號   | 3月29日      | 决议文本（英文版）                        | 决议文本（中文版）                        | 关于苏丹局势的决议：专家组任期延长                               |
| 1666號   | 3月31日      | 决议文本（英文版）                        | 决议文本（中文版）                        | 关于格鲁吉亚阿布哈兹局势的决议：联合国格鲁吉亚观察团任期延长     |
| 1667號   | 3月31日      | 决议文本（英文版）                        | 决议文本（中文版）                        | 关于利比里亚局势的决议：联合国利比里亚特派团任期延长             |
| 1668號   | 4月10日      | 决议文本（英文版）                        | 决议文本（中文版）                        | 关于前南斯拉夫问题国际刑事法庭的决议：延长法官任期               |
| 1669號   | 4月10日      | 决议文本（英文版）                        | 决议文本（中文版）                        | 关于刚果民主共和国的局势的决议：向联合国刚果特派团增兵           |
| 1670號   | 4月13日      | 决议文本（英文版）                        | 决议文本（中文版）                        | 关于厄立特里亚与埃塞俄比亚间局势的决议：延长联合国埃厄特派团任期 |
| 1671號   | 4月25日      | 决议文本（英文版）                        | 决议文本（中文版）                        | 关于刚果民主共和国局势的决议：部署欧盟刚果（金）部队             |
| 1672號   | 4月25日      | 决议文本（英文版）                        | 决议文本（中文版）                        | 秘书长关于苏丹的报告：决定对苏丹实施制裁                         |
| 1673號   | 4月27日      | 决议文本（英文版）                        | 决议文本（中文版）                        | 关于不扩散大规模毁灭性武器的决议：延长联合国1540委员会的任期     |
| 1674號   | 4月28日      | 决议文本（英文版）                        | 决议文本（中文版）                        | 关于在武装冲突中保护平民的决议                                   |
| 1675號   | 4月28日      | 决议文本（英文版）                        | 决议文本（中文版）                        | 关于西撒哈拉局势的决议：延长联合国西撒哈拉特派团任期             |
| 1676號   | 5月10日      | 决议文本（英文版）                        | 决议文本（中文版） （页面存档备份，存于） | 索马里局势:重设监测组                                            |
| 1677號   | 5月12日      | 决议文本（英文版）                        | 决议文本（中文版） （页面存档备份，存于） | 东帝汶局势:延长联合国东帝汶办事处任期                            |
| 1678號   | 5月15日      | 决议文本（英文版）                        | 决议文本（中文版） （页面存档备份，存于） | 厄立特里亚与埃塞俄比亚间局势：延长联合国埃厄特派团任期           |
| 1679號   | 5月16日      | 决议文本（英文版）                        | 决议文本（中文版） （页面存档备份，存于） | 秘书长关于苏丹的报告:向联合国行动过渡                            |
| 1680號   | 5月17日      | 决议文本（英文版）                        | 决议文本（中文版） （页面存档备份，存于） | 中东局势:敦促叙利亚与黎巴嫩改善关系                              |
| 1681號   | 5月31日      | 决议文本（英文版）                        | 决议文本（中文版） （页面存档备份，存于） | 厄立特里亚与埃塞俄比亚间局势:延长联合国埃厄特派团任期            |
| 1682號   | 6月2日       | 决议文本（英文版）                        | 决议文本（中文版） （页面存档备份，存于） | 科特迪瓦局势：增加联合国科特迪瓦行动的编制                       |
| 1683號   | 6月13日      | 决议文本（英文版）                        | 决议文本（中文版） （页面存档备份，存于） | 利比里亚局势：解除对某些武器弹药的限制                           |
| 1684號   | 6月13日      | 决议文本（英文版）                        | 决议文本（中文版） （页面存档备份，存于） | 卢旺达问题国际法庭：延长法官任期                                 |
| 1685號   | 6月13日      | 决议文本（英文版）                        | 决议文本（中文版） （页面存档备份，存于） | 中东局势：延长联合国脱离接触观察员部队的任期                     |
| 1686號   | 6月15日      | 决议文本（英文版）                        | 决议文本（中文版） （页面存档备份，存于） | 中东局势：延长独立调查委员会的任期                               |
| 1687號   | 6月15日      | 决议文本（英文版）                        | 决议文本（中文版） （页面存档备份，存于） | 塞浦路斯局势：延长联塞部队任期                                   |
| 1688號   | 6月16日      | 决议文本（英文版）                        | 决议文本（中文版） （页面存档备份，存于） | 利比里亚局势：在荷兰审判前总统泰勒事宜                           |
| 1689號   | 6月20日      | 决议文本（英文版）                        | 决议文本（中文版） （页面存档备份，存于） | 利比里亚局势: 撤销部分制裁                                       |
| 1690號   | 6月20日      | 决议文本（英文版）                        | 决议文本（中文版） （页面存档备份，存于） | 东帝汶局势: 延长联合国东帝汶办事处任期                           |
| 1691號   | 6月22日      | 决议文本（英文版）                        | 决议文本（中文版） （页面存档备份，存于） | 接纳黑山共和国为联合国会员国                                     |
| 1692號   | 6月30日      | 决议文本（英文版）                        | 决议文本（中文版） （页面存档备份，存于） | 布隆迪局势局势：延长联合国布隆迪行动任期                         |
| 1693號   | 6月30日      | 决议文本（英文版）                        | 决议文本（中文版） （页面存档备份，存于） | 有关刚果民主共和国的局势：延长联合国刚果民主共和国特派团增兵任期 |
| 1694號   | 7月13日      | 决议文本（英文版）                        | 决议文本（中文版） （页面存档备份，存于） | 利比里亚局势：联合国利比里亚特派团人员增减                       |
| 1695號   | 7月15日      | 决议文本（英文版） （页面存档备份，存于） | 决议文本（中文版） （页面存档备份，存于） | 朝鲜发射导弹问题                                                 |
| 1696號   | 7月31日      | 决议文本（英文版） （页面存档备份，存于） | 决议文本（中文版） （页面存档备份，存于） | 不扩散问题：伊朗核问题                                           |
| 1697號   | 7月31日      | 决议文本（英文版）                        | 决议文本（中文版） （页面存档备份，存于） | 中东局势：延长联黎部队任期                                       |
| 1698號   | 7月31日      | 决议文本（英文版）                        | 决议文本（中文版） （页面存档备份，存于） | 有关刚果民主共和国的局势：延长以前决议的措施和专家组任期         |
| 1699號   | 8月8日       | 决议文本（英文版）                        | 决议文本（中文版） （页面存档备份，存于） | 与制裁有关的一般问题：与国际刑事警察组织的合作                   |
| 1700號   | 8月10日      | 决议文本（英文版）                        | 决议文本（中文版） （页面存档备份，存于） | 有关伊拉克的局势：延长联伊援助团任期                             |
| 1701號   | 8月11日      | 决议文本（英文版）                        | 决议文本（中文版） （页面存档备份，存于） | 中东局势：黎巴嫩停火                                             |
| 1702號   | 8月15日      | 决议文本（英文版）                        | 决议文本（中文版） （页面存档备份，存于） | 海地局势：延长联海稳定团任期                                     |
| 1703號   | 8月18日      | 决议文本（英文版）                        | 决议文本（中文版） （页面存档备份，存于） | 东帝汶局势：延长联东办事处任期                                   |